# История с мумия 2
„История с мумия 2“ или „Амулетът на фараона 2“ (на английски: Under Wraps 2) е комедия на ужасите и оригинален филм на „Дисни Ченъл“, който е продължение на „История с мумия“ през 2021 г. Режисьор е Алекс Зам, сценарият е на Джош Каган, продуциран е от Шон Уилямсън, Джейми Гоехринг, Джеймсън Паркър, музиката е композирана от Джейми Кристоферсън и Олекса Лозовчук, и във филма участват Малачи Бартън, Крисчън Дж. Саймън, София Хамънс, Фил Райт, Мелани Брук, Ти Джей Сторм, Райла Макинтош, Джордан Конли и Адам Уайли. Филмът е официално обявен на 7 февруари 2022 г., а премиерата на филма е излъчена на 25 септември 2022 г. по „Дисни Ченъл“.

## Актьорски състав
- Малачи Бартън – Маршъл
- Крисчън Дж. Саймън – Гилбърт Андерсън
- София Хамънс – Ейми
- Фил Райт – Харолд
- Клод Ноултън – Поп, бащата на Ейми
- Антонио Кайон – Карл, годеник на Поп и втори баща на Ейми, който я обича като нейна дъщеря.
- Мелани Брук – Бъзи
- Ти Джей Сторм – Собек
- Райла Макинтош – Роуз
- Джордан Конли – Лари
- Адам Уайли – Беулър

## Снимачен процес
Снимките на филма се проведоха във Ванкувър и Виктория, Британска Колумбия в началото на 2022 г., а производството започна на 17 януари 2022 г. в замъка „Крейгдаръч“, както и „Бастиън Скуеър“. Снимките приключват на 3 март 2022 г.

## В България
В България филмът е излъчен по локалната версия на „Дисни Ченъл“ на 30 октомври 2022 г. в неделя от 17:00 ч., а на 31 октомври 2022 г. се излъчва повторение в понеделник от 9:00 ч.

### Синхронен дублаж
| Роля          | Изпълнител                          |
| ------------- | ----------------------------------- |
| Ейми          | Карина Андонова                     |
| Гилбърт       | Матей Мичев                         |
| Маршъл        | Красимир Мичев                      |
| Харолд        | Момчил Степанов                     |
| Карл          | Явор Караиванов                     |
| Други гласове | Цветослава Симеонова Георги Стоянов |

| Обработка              | Александра Аудио |
| ---------------------- | ---------------- |
| Изпълнителен продуцент | Васил Новаков    |
| Тонрежисьор            | Пламен Цветанов  |
| Режисьор на дублажа    | Георги Стоянов   |